# Щорский район (Днепропетровская область)

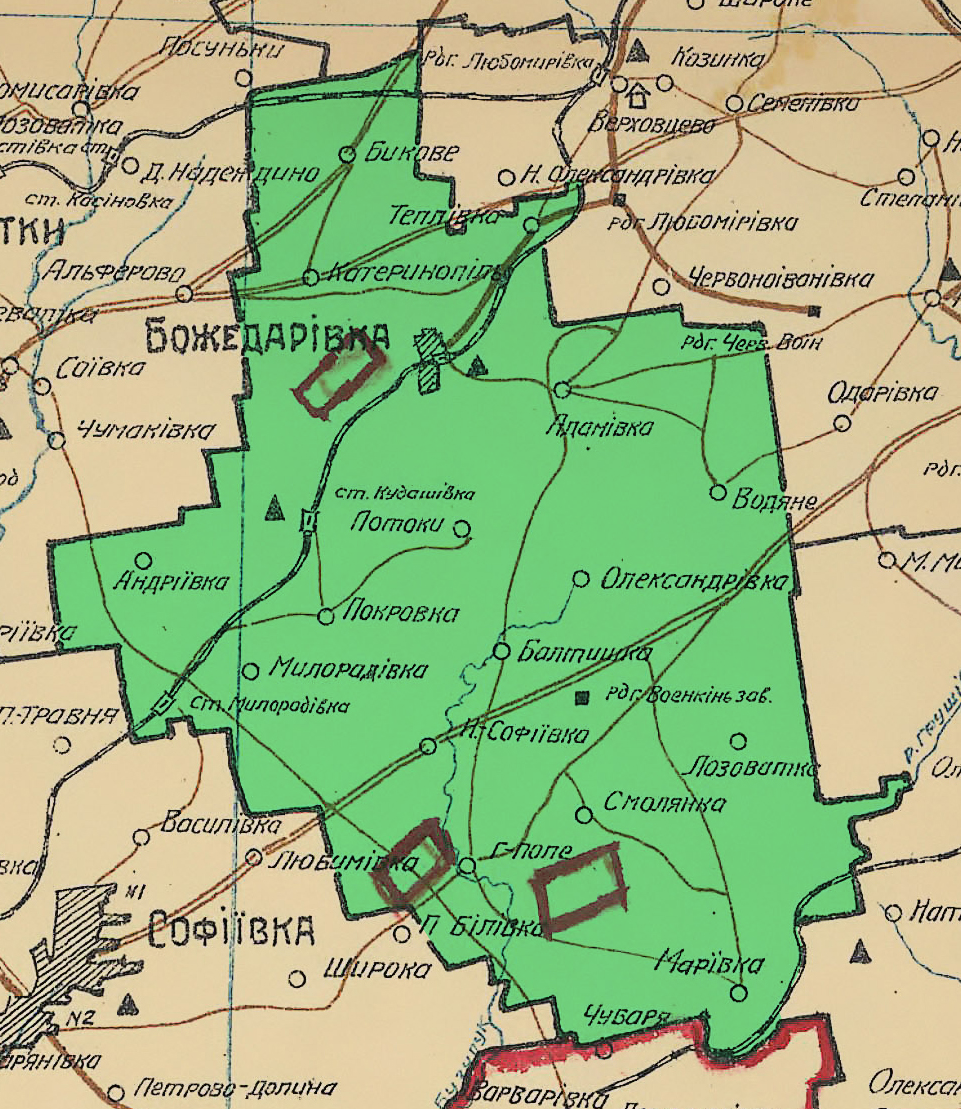
Божедаровский район в границах 1935 года

Щорский район (Адамовский, Божедаровский) — административно-территориальная единица, район Криворожского округа и Днепропетровской области с центром в посёлке Божедаровке.

## История
Образован 7 марта 1923 года в Криворожском округе как Адамовский район с центром в селе Адамовке из Алферовской, Адамовской, Александровской и Гуляй-Польской волостей.
10 декабря 1924 года центр района перенесён из села Адамовки в село Божедаровку, Адамовский район переименован в Божедаровский.
29 сентября 1926 года Дружно-Надиянский сельсовет перешёл в состав Саксаганского района, Любимовский сельсовет перешёл в состав Софиевского района.
15 сентября 1930 года округа ликвидированы, районы переданы в прямое подчинение УССР. В состав района присоединены Тепловский и Мало-Александровский сельсоветы Каменского района Днепропетровского округа.
9 февраля 1932 года вошёл в состав Днепропетровской области.
В 1933 году расформирован.
17 февраля 1935 года вновь образован в составе 17 сельсоветов: Андреевский II, Бовтинский, Гуляйпольский, Лозоватский, Марьевский, Милорадовский, Мало-Софиевский, Александровский, Потоцкий, Покровский и Смоленский сельские советы Софийского района и Быковский, Адамовский, Божедаровский, Водянский, Екатеринопольский и Тепловский сельские советы пригородной полосы Каменского горсовета.
30 декабря 1939 года Божедаровка переименована в Щорск, район переименован в Щорский район.
30 декабря 1962 года район ликвидирован путём включения всей его территории в состав Криничанского района.